# Querneur

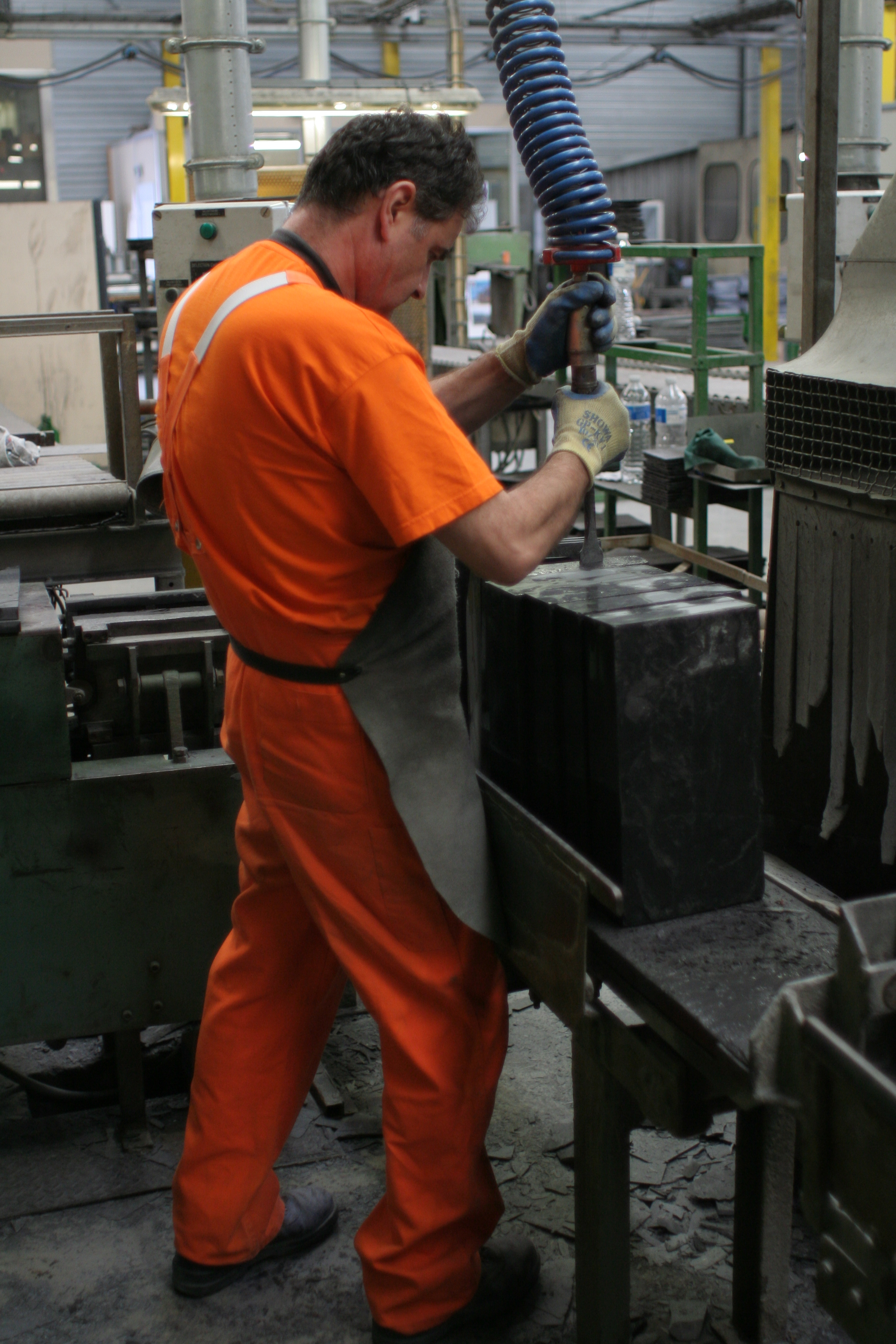
Quernage a l'aide du ciseau pneumatique à Trélazé.

Le querneur (ancien métier) est un ouvrier ardoisier ; c'est l'un des ouvriers qui interviennent dans l'extraction du schiste ardoisier et sa transformation en ardoises. Sa spécialité est le quernage ou quernure, opération qui consiste, une fois les blocs de schiste ardoisier amenés à la surface, à les débiter en répartons (morceaux réguliers qui seront ensuite fendus et retaillés pour donner les ardoises). Le querneur utilisait un gros ciseau à querner, appelé bouc, sur lequel il frappait avec un maillet en bois cerclé de fer,. Pour effectuer son travail, il doit savoir reconnaître les plans selon lesquels on peut diviser le bloc : plan de fissilité, longrain, travers.
À Trélazé, dans les ardoisières, à partir de 1920, le quernage ne s'est plus fait à la main.